# Piper isopleurum
Piper isopleurum är en pepparväxtart som beskrevs av C. Dc.. Piper isopleurum ingår i släktet Piper och familjen pepparväxter. Inga underarter finns listade i Catalogue of Life.